# SV Tasmania Berlín
El SV Tasmania Berlín es un equipo de fútbol de Alemania que juega en la NOFV-Oberliga Nord, una de las ligas regionales que conforman la quinta división nacional.

## Historia
Fue fundado el 3 de febrero de 1973 en la localidad de Neukolin en Berlín con el nombre SV Tasmania 73 Neukölln por un grupo de jugadores provenientes del SC Tasmania 1900 Berlin, el cual se declararía en bancarrota y desaparecería. Es considerado el equipo sucesor del SC Tasmania 1900 Berlin, famoso por ser el peor colista en toda la historia de la Bundesliga, al conseguir solo ocho puntos (y dos victorias) en la temporada 1965-1966, y varios de sus jugadores y dirigentes se integraron al nuevo equipo.
A finales de los años 1990 el club formó parte de la NOFV-Oberliga Nord pero fue relegado por el proceso de reestructuración de la liga, y en diciembre del 2000 pasa a llamarse SV Tasmania-Gropiusstadt 1973, logrando el ascenso a la Berlin-Liga en 2007, pero más tarde sufriría dos descensos consecutivos.
En 2011 cambiaría su nombre por el que tienen actualmente, año en el que regresaría a la Berlin-Liga. En 2020 logra el ascenso a la NOFV-Oberliga Nord y al año siguiente logra el ascenso a la Regionalliga Nord por primera vez.

## Palmarés
- NOFV-Oberliga Nord (1): 2021
- Verbandsliga Berlin (2): 1997, 2019